# Anoplocapros inermis
Anoplocapros inermis är en fiskart som först beskrevs av Fraser-brunner 1935.  Anoplocapros inermis ingår i släktet Anoplocapros och familjen Aracanidae. IUCN kategoriserar arten globalt som livskraftig. Inga underarter finns listade i Catalogue of Life.

## Bildgalleri

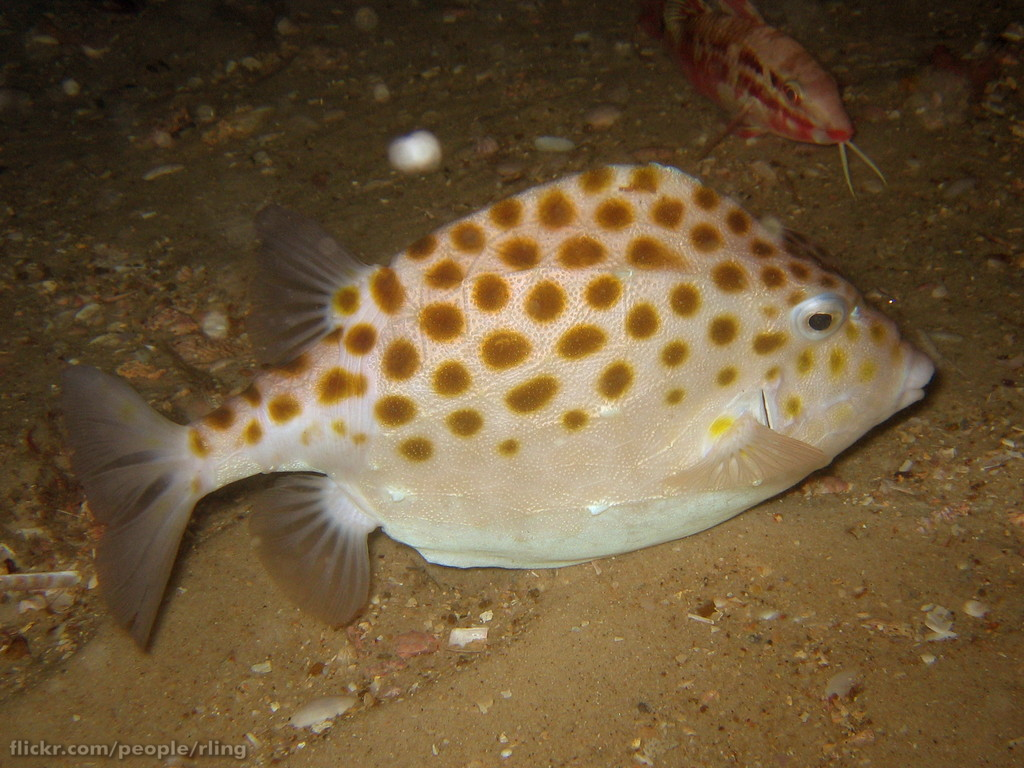